# Сон (Гори мої високії…)
«Сон (Гори мої високії…)» — вірш Тараса Шевченка, написаний 1847 року у Орській фортеці.

## Написання
Зберігся чистовий автограф вірша у «Малій книжці». У рядку 44 почате і незакінчене слово «ц…» (очевидно, з обережності) доповнюється у квадратових дужках: ц[арям]. Автографи не датовані.
Вірш датується за місцем автографа у «Малій книжці» серед творів 1847 року та часом перебування Шевченка з 22 червня 1847 по 11 травня 1848 року в Орській фортеці, орієнтовно: кінець червня — грудень 1847 року, місце написання — Орська фортеця.
Первісний автограф вірша не відомий. Після повернення Аральської описової експедиції до Оренбурга Шевченко наприкінці 1849-го (не раніше 1 листопада) або на початку 1850 року (не пізніше дня арешту поета 23 квітня) переписав вірш з невідомого ранішого автографа до «Малої книжки» (під № 9 до сьомого зшитка за 1846—1847 роки). Спершу Шевченко, не зазначаючи ще номера, записав на сторінці 95 тільки початок вірша — перші 25 рядків, від «Гори мої високії…» до «А он старе Монастирище» включно. Виправивши в переписаному уривку чорнилом рядок 9 («Я йду собі, позираю») на «Я йду і сумно позираю» і олівцем рядки 7, 11 і ще раз 9, поет перекреслив увесь цей уривок чорнилом та навхрест олівцем і, перегорнувши аркуш, записав на сторінці 97 під № 9 увесь твір з переробленим початком (зміни в рядках 7, 11, 14, 23, 38, 41, 42), після поправленого рядка 23 введено великий новий масив тексту (рядки 24 — 37). У рядку 83 слово «У[ралом]» позначене лише першою літерою «У» та крапками, у рядках 84 та 87 слова «к[иргизам]» і «к[иргизи]» — літерою к й крапками. Згодом, найімовірніше 1857 року, наприкінці свого перебування на засланні в Новопетровському укріпленні, Шевченко вписав на місці крапок літери, яких не вистачало в цих словах («Уралом», «киргизам», «киргизи») і дописав назву твору: «Сон». Цей текст став остаточним. До «Більшої книжки» вірш не переписано.

## Публікація
Вперше вірш надруковано за «Малою книжкою» у виданні: «Кобзарь Тараса Шевченка / Коштом Д. Е. Кожанчикова» (СПб., 1867 рік, стор. 407—412) і того ж року у виданні: «Поезії Тараса Шевченка» (Львів, 1867 рік, том 2, стор. 120—124). В обох виданнях з пропуском рядків 81 — 91.

## Сюжет
Поезію «Сон» («Гори мої високії…») навіяно спогадами про перебування поета в Переяславі та на Переяславщині у серпні й листопаді — грудні 1845 року. У ній мотив туги за рідним краєм своєрідно переплітається з роздумами про трагічні події в історії України.